# Walter Boyd
Walter Boyd (Kingston, Jamaica, 1 de enero de 1972) es un exfutbolista de Jamaica que jugaba en la posición de delantero centro.

## Carrera

### Club
| Periodo   | Club               | Apariciones | Goles |
| --------- | ------------------ | ----------- | ----- |
| 1992-1996 | Colorado Foxes     | 12          | 6     |
| 1997-1999 | Arnett Gardens     | 7           | 2     |
| 1999–2001 | Swansea City AFC   | 43          | 10    |
| 2001–2004 | Arnett Gardens     | 11          | 4     |
| 2004–2006 | Constant Spring FC | 26          | 15    |
| 2006–2007 | Naggo Head FC      | 11          | 4     |
| 2007–2008 | Arnett Gardens     | 35          | 12    |

### Selección nacional
Debutó con Jamaica el 5 de mayo de 1991 en la victoria por 2-1 sobre Haití en un partido amistoso jugado en Kingston, partido en el cual anotó su primer gol internacional. Su último partido internacional lo jugó el 30 de julio de 2001 en el empate 0-0 ante San Cristóbal y Nieves en Basseterre por el St. Kitts Festival. Jugó 75 partidos internacionales y anotó 19 goles.
Participó en la Copa Mundial de Fútbol de 1998 y en dos ediciones de la Copa de Oro de la Concacaf.

## Récord
Cuando era jugador del Swansea City AFC anotó dos goles en su debut con el equipo, pero también tiene la rara distinción de haber sido expulsado justo cuando ingresó de cambio antes de que el partido fuera reanudado.

## Logros
- APSL (2): 1992, 1993
- Liga Premier de Jamaica (1): 2001/02
- Football League Two (1): 1999/2000